# Arthur Hastings
Kapitan Arthur Hastings – współpracownik i najlepszy przyjaciel belgijskiego detektywa Herkulesa Poirota w powieściach Agathy Christie. Pierwszy raz występuje w powieści Tajemnicza historia w Styles, potem pojawia się w wielu kolejnych opowiadaniach z Poirotem w roli głównej; występuje najczęściej jako narrator.
Poirot spotyka Hastingsa prawie od razu po przybyciu do Wielkiej Brytanii. Po tym, jak w Styles zostaje popełnione morderstwo, Hastings pomaga Poirotowi w śledztwie - jako że są od dawna przyjaciółmi. Kapitana pociąga praca detektywa, jednakże, w przeciwieństwie do przyjaciela, ma skłonność do ogólnie przyjętych (bardzo często błędnych) schematów postrzegania zaistniałych wydarzeń i zauważanych przez Poirota śladów; nieraz też uwadze jego umyka wiele ważnych szczegółów. 
Hastings – były oficer Armii Brytyjskiej podczas I wojny światowej – jest bardzo odważny. Poirot często wykorzystuje go wtedy, gdy trzeba podjąć działania fizyczne – na przykład obezwładnić przestępców. Belg lubi droczyć się z Hastingsem, ale najwyraźniej akceptuje jego towarzystwo. 
Zanim Hastings się nie ożenił, dzielił z detektywem (i z jego sekretarką, panną Felicity Lemon) mieszkanie w Whitehaven Mansions.
Hastings ma cechy typowego angielskiego dżentelmena – niezbyt bystrego, ale bardzo wymagającego, który zawsze ma na względzie „fair play”. Jest rycerski i ma słabość do pięknych kobiet (szczególnie tych mających kasztanowe włosy), co wielokrotnie ściąga na niego i Poirota kłopoty. Ostatecznie jednak żeni się z kobietą o czarnych włosach, Dulcie Duveen (poznaje ją w powieści Morderstwo na polu golfowym). Następnie przeprowadza się na ranczo w Argentynie; od czasu do czasu jednak odwiedza Poirota.

## Powieści, w których się pojawia
- (1920) Tajemnicza historia w Styles
- (1923) Morderstwo na polu golfowym
- (1924) Poirot prowadzi śledztwo
- (1927) Wielka czwórka
- (1932) Samotny Dom
- (1933) Śmierć lorda Edgware’a
- (1934) Czarna kawa (pierwotnie sztuka teatralna)
- (1936) A.B.C.
- (1937) Niemy świadek
- (1941) Zło, które żyje pod słońcem (epizodycznie)
- (1974) Wczesne sprawy Poirota
- (1975) Kurtyna

## Opowiadania, w których występuje
- Wypadki na Balu Victory
- Przygoda kucharki z Clapham
- Zagadka z Kornwalii
- Przygoda Johnniego Waverly
- Podwójny dowód
- Król Trefl
- Zaginiona kopalnia
- Gwiazda Zachodu
- Ekspres do Plymouth
- Bombonierka
- Projekt okrętu podwodnego
- Tajemnica Market Basing
- Podwójny grzech
- Dama z woalką
- Tragedia w Marsdon Manor
- Perypetie z tanim mieszkaniem
- Tajemnica Hunter’s Lodge
- Kradzież obligacji za milion dolarów
- Tajemnica egipskiego grobowca
- Kradzież w hotelu Grand Metropolitan
- Porwanie premiera
- Zniknięcie pana Davenheima
- Sprawa włoskiego arystokraty
- Zaginiony testament
- Dziedzictwo Lemesurierów
- Tajemnica bagdadzkiego kufra